# 波蒂耶尔
波蒂耶尔（法語：Pothières，法語發音：[pɔtjɛʁ]）是法国科多尔省的一个市镇，属于蒙巴尔区。

## 地理
波蒂耶尔（47°55'21"N, 4°31'11"E）面积17.86 平方千米，位于法国勃艮第-弗朗什-孔泰大區科多尔省，该省份为法国中东部省份，北起奥布省，西接涅夫勒省和约讷省，南至索恩-卢瓦尔省，东南接汝拉省，东临上索恩省，东北部与上马恩省接壤。
与波蒂耶尔接壤的市镇（或旧市镇、城区）包括：塞纳河畔努瓦龙、埃特罗谢、布伊、塞纳河畔沙雷、维莱尔帕特拉、维村。

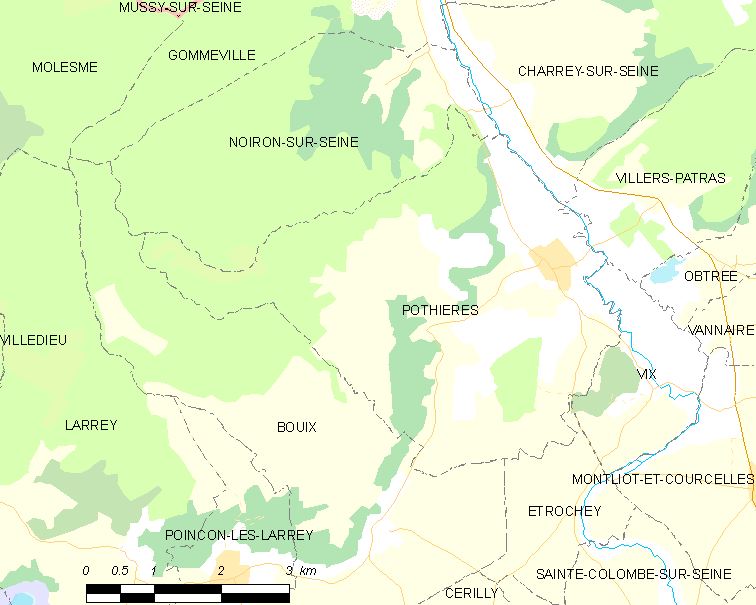
波蒂耶尔的OSM定位图

波蒂耶尔的时区为UTC+01:00、UTC+02:00（夏令时）。

## 行政
波蒂耶尔的邮政编码为21400，INSEE市镇编码为21499。

## 政治
波蒂耶尔所属的省级选区为塞纳河畔沙蒂永县。

## 人口

1962-2008年间波蒂耶尔人口变化图示

波蒂耶尔于2022年1月1日时的人口数量为193人。